# 서울홍은초등학교
서울홍은초등학교(서울弘恩初等學校)는 대한민국 서울특별시 서대문구 홍은동에 있는 공립 초등학교이다.

## 학교 연혁
- 1974년 3월 6일: 개교
- 2024년 3월 6일: 개교 50주년

## 참고 자료
- 서울홍은초등학교 - 한국교육학술정보원 학교알리미